# Dean Phillips
Pour les articles homonymes, voir Phillips.
Dean Phillips, né Dean Benson Pfefer le 20 janvier 1969 à Saint Paul (Minnesota), est un homme d'affaires et homme politique américain. Membre du Minnesota Democratic-Farmer-Labor Party, il est député à la Chambre des représentants des États-Unis de 2019 à 2025.

## Biographie

### Jeunesse et famille
Dean Benson Pfefer, né le 20 janvier 1969, voit son père, Artie Pfefer, mourir au Viêt Nam quelques mois après sa naissance. Sa mère DeeDee épouse en secondes noces Eddie Phillips, qui adopte Dean et lui donne son nom. Sa grand-mère, Pauline Phillips, est nationalement connue pour sa chronique « Dear Abby »,. La famille Phillips est propriétaire de Phillips Distilling, alors l'un des principaux distributeurs d'alcool aux États-Unis.
En 1995, Phillips épouse Karin Einisman avec qui il a deux filles, Daniela et Pia. Le couple divorce en 2015.

### Études et carrière professionnelle
Phillips est diplômé de l'université Brown en 1991. Il travaille un temps pour InMotion, un fabricant de vélos, avant de rejoindre l'entreprise familiale. En 2000, il est diplômé d'une maîtrise en administration des affaires et prend la direction de Phillips Distilling.
En 2011, il quitte l'empire familial pour investir dans la société de glaces Talenti Gelato. Avec ses partenaires, il développe la marque qui devient populaire. Talenti est revendue à Unilever en 2014 pour environ 120 millions de dollars. Phillips ouvre ensuite deux cafés Penny’s dans la région de Minneapolis,.
Son engagement politique se limite alors à des dons à des candidats démocrates.

### Élection au Congrès

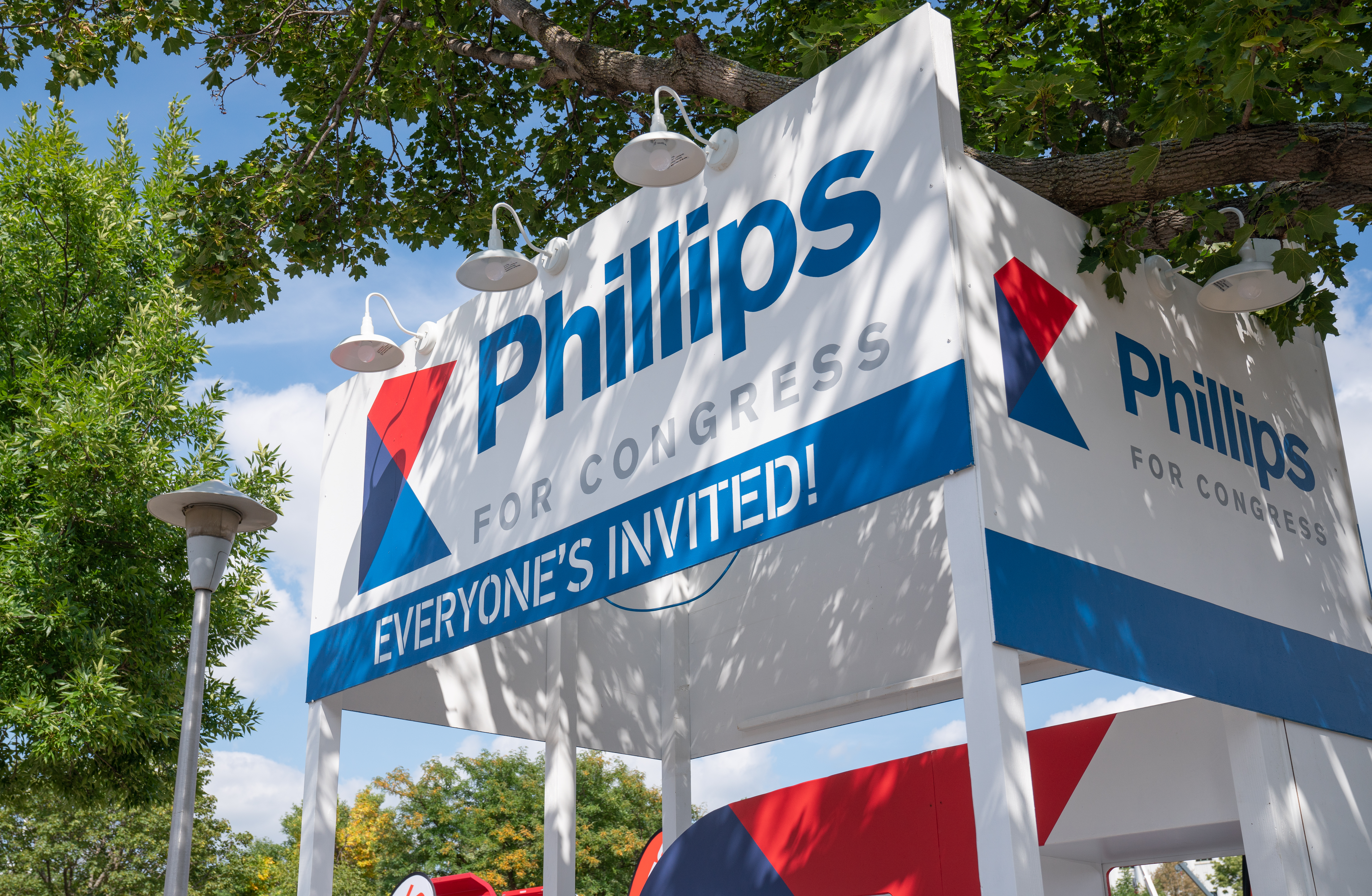
Des panneaux de campagne de Phillips en 2018.

Lors des élections de 2018, Phillips se présente à la Chambre des représentants des États-Unis dans le 3e district du Minnesota. La circonscription regroupe la banlieue ouest de Minneapolis-Saint Paul. Il remporte la primaire démocrate avec 82 % des suffrages face à Cole Young. Il affronte alors le républicain Erik Paulsen, élu depuis 2008. Bien que Paulsen ait toujours été facilement réélu, le district a donné près de dix points d'avance à Hillary Clinton lors de la précédente élection présidentielle.
Phillips attaque le sortant pour ses votes en faveur de la réforme des impôts proposée par Donald Trump et de l'abrogation de l'Obamacare. Il fait également campagne pour une réforme du financement des campagnes électorales, refusant l'argent des super PACs. En fin de campagne, plusieurs sondages donnent Phillips gagnant. Le démocrate est élu représentant des États-Unis avec 56 % des voix contre 44 % pour Paulsen. Il devient le premier représentant juif de l'histoire du Minnesota, et le premier démocrate à remporter cette circonscription depuis 1958.

### Élection présidentielle de 2024

Logo de campagne de Dean Phillips durant les primaires démocrates de 2024.

En juillet 2023, il annonce envisager de se présenter aux primaires démocrates contre Joe Biden en vue de l'élection présidentielle de 2024. Il officialise sa candidature fin octobre. En mars 2024, Dean Phillips met fin à sa campagne, et apporte son soutien à Joe Biden. Il décide de ne pas briguer un nouveau mandat de représentant en novembre 2024.

## Positions politiques
Issu d'une circonscription modérée, Phillips se décrit comme « fiscalement responsable et socialement inclusif ». Considéré comme un « centriste pro-entreprise », il rejoint notamment les Nouveaux démocrates et le groupe bipartisan Problem Solvers Caucus (en).